# Шалонников, Александр Петрович
Александр Петрович Шалонников (род. в Челябинске) — советский и российский тренер по лёгкой атлетике. Заслуженный тренер России (2004).

## Биография
Родился в Челябинске.
В 1978 году окончил педагогический факультет Челябинского государственного института физической культуры.
С 1986 года работает в спортивной школе олимпийского резерва № 1 по лёгкой атлетике г. Челябинска. В настоящее время является в ней старшим тренером-преподавателем отделения прыжков с шестом.
Также привлечён к работе на общественных началах со студентами института спорта, туризма и сервиса Южно-Уральского государственного университета.
Среди воспитанников Александра Петровича:
- Дмитрий Стародубцев — участник Олимпийских игр 2008 и 2012 года, чемпион России 2010 года, четырёхкратный чемпион России в помещении (2006, 2010, 2011, 2012)[6][7],
- Дмитрий Купцов — чемпион Европы среди юниоров 2001 года, призёр чемпионатов России[8][9],
- Артём Купцов — чемпион Европы среди юношей 2001 года, чемпион России в помещении 2005 года[10],
- Тимур Моргунов — чемпион России 2017 года,
- Даниил Котов — серебряный призёр чемпионата мира среди юниоров 2014 года[11], и другие спортсмены[12].

В 2015 году Шалонников прошёл курс повышения квалификации в НОЧУ ДПО Институт опережающего образования по ДПП «Современные технологии теории и методики спортивной тренировки».
Неоднократно входил в список лучших тренеров Челябинской области.

## Награды и звания
- Знак «Отличник физической культуры и спорта» (2001).
- Почётное звание «Заслуженный тренер России» (2004).